# Jalesar
Jalesar (o Jalesar Town) è una suddivisione dell'India, classificata come municipal board, di 35.662 abitanti, situata nel distretto di Etah, nello stato federato dell'Uttar Pradesh. In base al numero di abitanti la città rientra nella classe III (da 20.000 a 49.999 persone).

## Geografia fisica
La città è situata a 27° 28' 60 N e 78° 19' 0 E e ha un'altitudine di 172 m s.l.m.

## Società

### Evoluzione demografica
Al censimento del 2001 la popolazione di Jalesar assommava a 35.662 persone, delle quali 18.882 maschi e 16.780 femmine. I bambini di età inferiore o uguale ai sei anni assommavano a 6.672, dei quali 3.518 maschi e 3.154 femmine. Infine, coloro che erano in grado di saper almeno leggere e scrivere erano 16.940, dei quali 10.230 maschi e 6.710 femmine.